# Candy Doll
Candy Doll是日本過去的寫真出版社、品牌、商業寫真偶像網站，主要生產歐洲女性年少偶像的寫真集和寫真視頻。其網站採用月費訂閱模式。

## 歷史
2007年12月，宇宙出版社推出了Candy Doll偶像的寫真集《北歐美少女 11位愛麗絲》（北欧美少女 11人のアリスたち）和寫真視頻《小妖精》（Nymphet ニンフェット）。
2008年1月，CandyDoll.tv網站開始運作。
2008年3月，兩名Candy Doll偶像於秋葉原登場，並Cosplay成《美少女戰士》的角色。隨即引來途人駐足觀賞。此事後被秋葉原Blog報導，並於當時引起話題。同期《日刊Czyo》刊出有關該網站的報導後，它的知名度有所增加。
2014年10月6日，一名自稱擁有三個孩子的母親為了準備跟孩子慶祝萬聖節，而在亚马逊上搜尋「candy」一詞，結果返回了Candy Doll的寫真集和寫真視頻。她為此感到震驚，指責這是戀童者的「燃料」，並向亚马逊投訴。亚马逊其後把產品下架。樂天也於事件中把該些產品下架。這事後來使得日本反兒童色情的聲浪有一部分専門針對亚马逊日本。2015年，CandyDoll.tv結束運作，業務轉移至後繼網站TokyoDoll.tv，TokyoDoll以拍攝成年模特兒為主軸，並開放給全球用戶訂閱。

## 業務
Candy Doll以售賣15歲以下的少女的寫真集和寫真視頻為業務主軸，其主要客群為日本人。監督Backbeard表示，Candy Doll的基本方針就是把「中世紀歐洲的歌德式審美跟秋葉原系的二次元元素結合在一起」。他們主要拍攝少女們身穿比基尼、校服、校園泳裝的樣子，此外亦有Cosplay成女僕和戰鬥少女的例子。官方表示此一作品系列的露出度會「適可而止」。

## 發行
Candy Doll的寫真集和寫真視頻主要透過官方網站CandyDoll.tv發行，其採用月費訂閱制，人們不能以日本以外的IP地址訂閱該一網站。用戶付費後可在一個月內任意下載站內的寫真集和視頻。此外它們亦透過第三方出版商發行，比如宇宙出版社、GOD、GP博物館。

## 迴響
Candy Doll的寫真集和寫真視頻在網上獲得不少人氣——即使有可能干犯當地的兒童色情法及侵犯版權，人們還是經常透過官方以外的渠道獲得該些物品。其中的Eva R獲得不少人氣，引起人持續關注其動向。
文化研究者亞當·斯特普爾頓（Adam Stapleton）認為，部分Candy Doll作品反映了「虛擬角色和偶像站在同一脈絡空間」。史丹福大學的米埃利斯·劉易斯（Miaelise Lewis）在一篇博士論文中對斯特普爾頓的部分說法表示批評，指他認為Candy Doll在日本會被視為沒問題，而西方則會視為有問題的說法為錯誤，不然2014年10月就不會有母親投訴亚马逊致使其下架的事件:87。
英知法律事務所的律師森亮二和虎之門法律事務所的律師上沼紫野在回應上述事件時皆表示，根據日本法律，很難去判斷這些物品是否屬於兒童色情。不過前者表示該些物品「明顯以戀童者為目標對象」。